# Field Service Cap

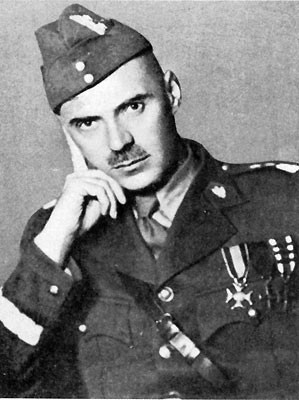
Generał Władysław Anders w furażerce FS Cap

Field Service Cap (FS Cap) – furażerka będąca na wyposażeniu brytyjskich żołnierzy w czasie II wojny światowej.
Wprowadzono ją w roku 1937 jako część umundurowania Battle Dress. Zastąpiła czapki Service Dress Cap. Choć oficjalnie zastąpiona beretem Cap, General Service w roku 1943, to jednak w użyciu była do końca wojny.
Krojem furażerka nawiązywała do czasów wiktoriańskich. Posiadała zakładki materiału, które można było naciągnąć na uszy w zimne dni. Z przodu umieszczono dwa charakterystyczne guziki.

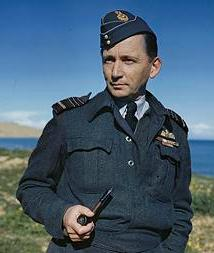
Żołnierz w umundurowaniu Battle Dress dla RAFu. Widoczna furażerka FS Cap

## Field Service Cap w RAF
Podobnie jak mundur Battle Dress, furażerki FS Cap weszły także na wyposażenie RAF. Zasadnicza różnica pomiędzy furażerkami armii a tymi dla lotników polegała na kolorze materiału (wersja dla RAF - tzw.  RAF blue). 